# Cinémathèque française

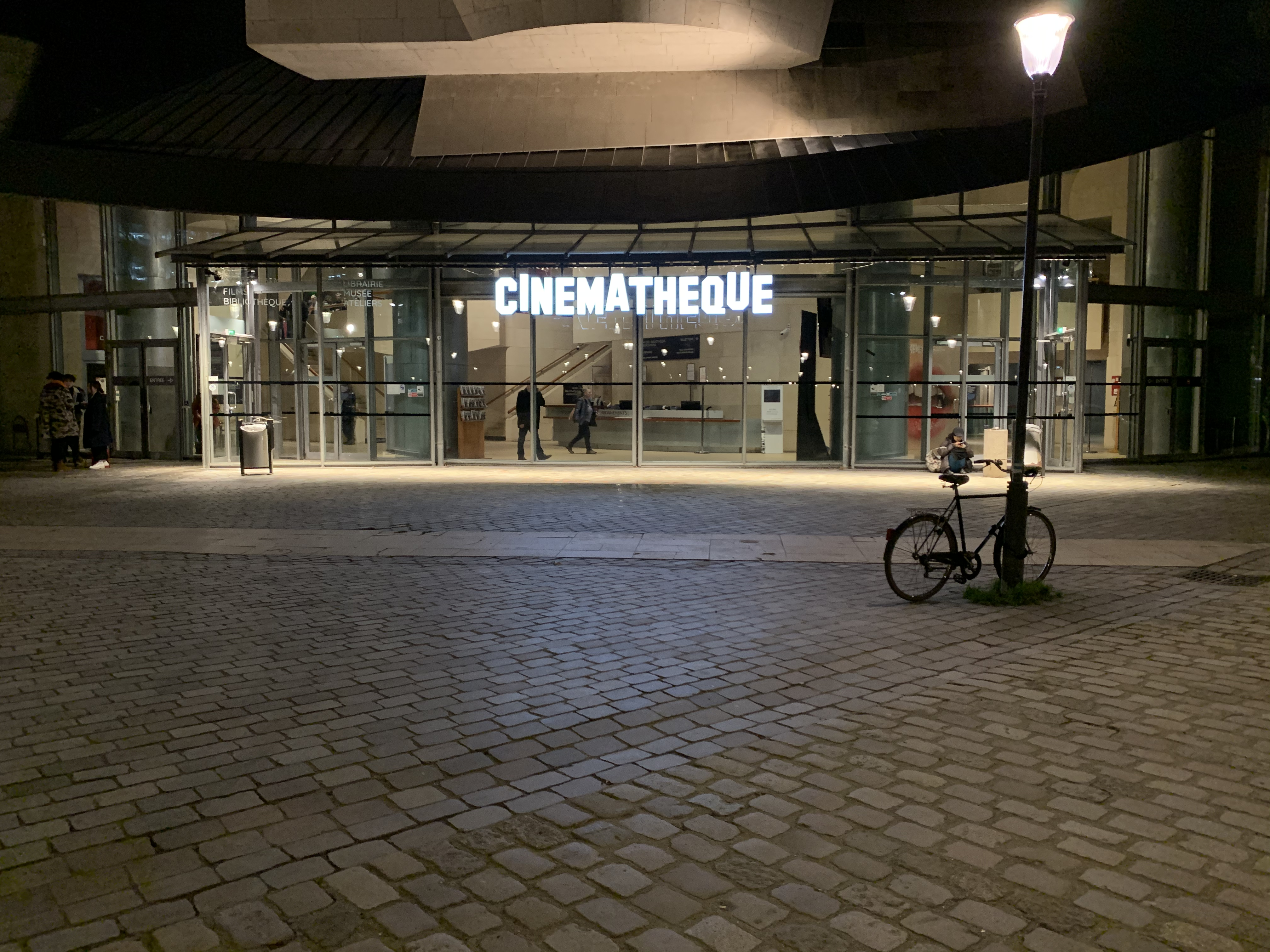
Huvudentrén, 2020.

Cinémathèque française är ett filmmuseum och filmbibliotek i Paris, startat 1936 på initiativ av Henri Langlois och Lotte Eisner. Sedan den 28 september 2005 ligger det på adressen 51 rue de Bercy, 12 arrondissementet, i ena änden av Parc de Bercy. Byggnaden ritades av Frank Gehry och invigdes 1994, då med namnet American Center.